# Anglija
Anglija (angleško England) je dežela na severozahodu Evrope in skupaj s Škotsko, Walesom in Severno Irsko sestavlja Združeno kraljestvo Velike Britanije in Severne Irske. Je največji in najgosteje poseljen del otoka Velika Britanija in pokriva večino njegovega južnega dela. Na severu meji na Škotsko, na vzhodu na Severno morje, na jugu na Rokavski preliv, na jugozahodu na Atlantski ocean, na zahodu na Wales in Irsko morje.
Glavno mesto Anglije in celotnega Združenega kraljestva je London. Po številu prebivalcev je tretje največje mesto v geografski Evropi (za Moskvo in Carigradom). Anglija ima več kot 56.4 milijonov prebivalcev in zajema skoraj 85 % prebivalstva Združenega kraljestva.
Geografija države je značilna nizka gričevnata in ravninska, zlasti osrednji in južni del. Obstajajo tudi višavja na severu in jugozahodu.
Redko se nepravilno uporablja ime Anglija kot sinegdoha za celotno Združeno kraljestvo Velike Britanije in Severne Irske ali za celoten otok Velika Britanija.
Angleško zastavo, znano tudi kot križ sv. Jurija, sestavlja rdeč križ na belem polju.
Angleška vlada deluje v Londonu. Za razliko od Walesa, Škotske in Severne Irske nima svojega samostojnega parlamenta. Vodenje Anglije je prevzela vlada Kraljevine Velike Britanije.

## Etimologija in toponimija
Ime »Anglija« (England) izvira iz stare angleške besede Englaland, kar pomeni »dežela Anglov« (land of the Angles). Angli so bili germansko pleme, ki se je naselilo na območje Velike Britanije v zgodnjem srednjem veku. Prišli so s polotoka Algeln (sodobno angleško Anglia, staroangleško Engla land) na področju Kielskega zaliva (sedanja najsevernejša nemška zvezna dežela Schleswig-Holstein) ob Baltskem morju. Glede na Oxfordski angleški slovar je bila prva uporaba današnjega imena England leta 897 in uporabljena v sodobni obliki prvič leta 1538. Najzgodnejša zapisana raba izraza, »Engla londe« izhaja iz poznega 9. stoletja, iz prevoda v staro angleščino dela Historia ecclesiastica gentis Anglorum (Cerkvena zgodovina angleškega ljudstva) anglosaškega redovnika Bede Častitljivega. Izraz se je potem rabil v različnem smislu do sodobnega pomena in je pomenil »dežela, naseljena z Angleži«, ter je vključevala angleška ljudstva, kar je sedaj jugovzhodna Škotska, tedaj pa je bila Northumbria, del Angleške kraljevine. V Anglosaški kroniki je zapisano, da rokopisni zapis  Domesday Book iz leta 1086 zajema celotno Anglijo, kar je pomenilo Angleško kraljevino, toda nekaj let kasneje je Kronika navedla, da je kralj Malcolm III. šel »iz Škotske v Lothian v Angliji«, kar je bilo uporabljeno v bolj starodavnem smislu.
Najzgodnejša potrjena omemba Anglov se pojavlja v Tacitovem delu Germania iz 1. stoletja, v katerem je uporabljena latinska beseda Anglii. Etimologija samega plemenskega imena je med učenjaki sporna – domneva se, da izhaja iz oblike polotoka Angeln, kotne oblike. Kako in zakaj se je izraz, izpeljan iz imena plemena, ki je bilo manj pomembno od drugih, kot so Sasi, začel uporabljati za celotno državo in njene prebivalce, ni znano, vendar se zdi, da je to povezano z običajem klicanja germanskega ljudstva v Britaniji Anglosasi ali angleški Sasi, da bi jih razlikovali od celinskih Sasov (Eald-Seaxe) Stare Saške med rekama Weser in Eider v severni Nemčiji. V škotski gelščini, drugem jeziku, ki se je razvil na velikobritanskem otoku, je saško pleme dalo svoje ime besedi za Anglijo (Sasunn). Podobno je valižansko ime za angleški jezik Saesneg. Romantično ime za Anglijo je Lloegyr, povezano z valižansko besedo za Anglijo, Lloegr, in je postalo priljubljeno zaradi uporabe v arturjevski legendi (Matter of Britain).
Alternativni izraz za Anglijo je Albion. To se je prvotno nanašalo na celoten otok Velika Britanija. Izraz se uporablja v prvi vrsti pesniško za Anglijo. Nominalno prvi zapis tega imena je bil v 4. stoletju pr. n. št. v Corpus Aristotelicum. Piše nekako takole: »Onstran Herkulovih stebrov obstajata dva zelo velika otoka imenovana Britannia; to sta Albion in Ierne.« Beseda Albion (Ἀλβίων) se lahko zaradi latinske besede albus (belo), nanaša na bele dovrske klife (med Anglijo in Francijo).

## Zgodovina

### Prazgodovina in antika
Najzgodnejši znani dokaz o prisotnosti človeka na območju, ki je danes znano kot Anglija, je bil dokaz Homo antecessor, ki je bil star približno 780.000 let. Najstarejše kosti pračloveka, odkrite v Angliji, so stare 500.000 let. Znano je, da so sodobni ljudje to območje naselili v obdobju zgornjega paleolitika, čeprav so bile stalne naselbine ustanovljene šele v zadnjih 6000 letih. Po zadnji ledeni dobi so ostali samo veliki sesalci, kot so mamuti, bizoni in volnati nosorogi. Pred približno 11.000 leti, ko so se ledene plošče začele umikati, so ljudje ponovno naselili območje; genetske raziskave kažejo, da so prišli s severnega dela Iberskega polotoka. Gladina morja je bila nižja od današnje in Velika Britanija je bila s kopenskim mostom povezana z Irsko in Evrazijo. Ko so se morja dvignila, se je pred 10.000 leti ločila od Irske in dve tisočletji kasneje od Evrazije.
Kultura zvončastih čaš se je pojavila okrog 2500 pr. n. št. in predstavila posode za pitje in hrano, izdelane iz gline, ter posode, ki so se uporabljale kot redukcijske posode za taljenje bakrenih rud. V tem času so bili zgrajeni veliki neolitski spomeniki, kot sta Stonehenge (faza III) in Avebury. S segrevanjem kositra in bakra, ki ju je bilo na tem območju v izobilju, so ljudje iz kulture zvončastih čaš iz železove rude izdelovali bron, kasneje pa še železo. Razvoj taljenja železa je omogočil gradnjo boljših plugov, napredek kmetijstva (na primer s keltskimi polji), pa tudi proizvodnjo učinkovitejšega orožja.
V železni dobi je iz Srednje Evrope prišla keltska kultura, ki izhaja iz halštatske in latenske kulture. V tem času je bil govorjeni jezik britščina. Družba je bila plemenska; po Ptolemajevi Geografiji je bilo na tem območju približno 20 plemen. Tako kot druge regije na robu cesarstva je Rimska Britanija dolgo uživala v trgovskih povezavah z Rimljani. Julij Cezar iz Rimska republika|Rimske republike]] je leta 55 pr. n. št. dvakrat poskusil napad; čeprav večinoma neuspešno, mu je uspelo postaviti klientskega kralja iz Trinovantov.
Rimljani so vdrli v Veliko Britanijo leta 43 našega štetja med vladavino cesarja Klavdija I. in nato osvojili večji del Britanije, območje pa je bilo vključeno v Rimsko cesarstvo kot provinca Britannia. Najbolj znana domorodna plemena, ki so se poskušala upreti, so bili Catuvellauni, ki jih je vodil Caratacus. Kasneje se je upor, ki ga je vodila Boudica, kraljica Icenov, končal s samomorom Boudice po njenem porazu v bitki pri Watling Street. Avtor ene študije o rimski Britaniji je predlagal, da so od leta 43 do 84 n. št. rimski zavojevalci pobili nekje med 100.000 in 250.000 ljudi iz populacije, ki je imela morda 2.000.000. V tem obdobju je prevladala grško-rimska kultura z uvedbo rimskega prava, rimske arhitekture, akvaduktov, kanalizacije, številnih kmetijskih predmetov in svile. V 3. stoletju je cesar Septimij Sever umrl v Eborakumu (danes York), kjer je bil Konstantin I. Veliki razglašen za cesarja stoletje kasneje.
Obstaja razprava o tem, kdaj je bilo krščanstvo prvič predstavljeno; bilo je najkasneje v 4. stoletju, verjetno veliko prej. Po besedah Bede je papež Elevterij poslal misijonarje iz Rima na zahtevo poglavarja Lucija Britanskega leta 180 našega štetja, da bi odpravili razlike glede vzhodnih in zahodnih obredov, ki so motili cerkev. Obstajajo izročila, povezana z Glastonburyjem, ki trdijo, da jih je predstavil Jožef iz Arimateje, medtem ko drugi trdijo, da jih je predstavil Lucij Britanski. Do leta 410, med zatonom Rimskega cesarstva, je Britanija ostala izpostavljena zaradi konca rimske vladavine v Britaniji in umika rimskih vojaških enot, da bi branile meje v celinski Evropi in sodelovale v državljanskih vojnah. Razcvetela so keltska krščanska meniška in misijonarska gibanja. Na to obdobje krščanstva je vplivala starodavna keltska kultura v svoji občutljivosti, politiki, praksah in teologiji. Lokalne »kongregacije« so bile osredotočene na samostansko skupnost in samostanski voditelji so bili bolj podobni poglavarjem, kot vrstniki, ne pa v bolj hierarhičnem sistemu rimske cerkve.

### Srednji vek
Rimski vojaški umik je pustil Britanijo odprto za invazijo poganskih, pomorskih bojevnikov iz severozahodne celinske Evrope, predvsem Sasov, Anglov, Jutov in Frizijcev, ki so dolgo napadali obale rimske province. Te skupine so se nato v 5. in 6. stoletju začele naseljevati v vedno večjem številu, sprva v vzhodnem delu države. Njihovo napredovanje je bilo zajeto nekaj desetletij po zmagi Britancev v bitki pri gori Badon, a se je nato nadaljevalo, preplavilo rodovitno britansko nižavje in zmanjšalo območje pod britanskim nadzorom na vrsto ločenih enklav v bolj razgibani državi na zahodu do konca 6. stoletja. Sodobna besedila, ki opisujejo to obdobje, so izjemno redka, zaradi česar ga opisujejo kot temno dobo. Podrobnosti o anglosaški naselitvi Britanije so zato predmet precejšnjega nesoglasja; nastajajoče soglasje je, da so se pojavili v velikem obsegu na jugu in vzhodu, vendar manj na severu in zahodu, kjer so se keltski jeziki še naprej govorili celo na območjih pod anglosaškim nadzorom. Rimsko prevladujoče krščanstvo je na osvojenih ozemljih na splošno zamenjalo anglosaško poganstvo, vendar so ga ponovno uvedli misijonarji iz Rima, ki jih je vodil Avguštin Canterburyjski od leta 597. Spori med rimsko in keltsko prevladujočo obliko krščanstva so se končali z zmago rimske tradicije na koncilu v Whitbyju (664), ki se je navidezno nanašal na tonzure (kleriške frizure) in datum velike noči, a še pomembneje, na razlike v rimskih in keltskih oblikah oblasti, teologije in prakse.
Zdi se, da so bile v obdobju naselitve dežele, ki so jim vladali priseljenci, razdrobljene na številna plemenska ozemlja, toda do 7. stoletja, ko so znova na voljo precejšnji dokazi o razmerah, so se te združile v približno ducat kraljestev, med njimi Northumbria, Mercia, Wessex, Kraljevina East Anglia, Essex, Kent in Sussex. V naslednjih stoletjih se je ta proces politične konsolidacije nadaljeval. V 7. stoletju je potekal boj za hegemonijo med Northumbrio in Mercio, ki je v 8. stoletju popustila premoči Mercie. V zgodnjem 9. stoletju je Mercio kot najpomembnejše kraljestvo izpodrinil Wessex. Kasneje v tem stoletju so stopnjevalni napadi Dancev dosegli vrhunec z osvojitvijo severne in vzhodne Anglije, s čimer so strmoglavili kraljestva Northumbria, Mercia in East Anglia. Wessex pod Alfredom Velikim je ostal kot edino preživelo angleško kraljestvo, pod njegovimi nasledniki pa se je vztrajno širil na račun kraljestev Danelawa. To je povzročilo politično združitev Anglije, ki je bila prvič dosežena pod Ethelstanom leta 927 in dokončno ustanovljena po nadaljnjih spopadih Edreda leta 953. Nov val skandinavskih napadov s konca 10. stoletja se je končal z osvojitvijo tega združenega kraljestva s strani Svena I. Vilobradega leta 1013 in spet njegovega sina Knuta leta 1016, ki ga je spremenil v središče kratkotrajnega Severnomorskega imperija, ki je vključeval tudi kraljevino Dansko in Norveško. Vendar je bila domača kraljeva dinastija obnovljena s prihodom Edvarda Spovednika leta 1042.
Spor o nasledstvu Edvarda je leta 1066 privedel do normanskega osvajanja, ki ga je izvedla vojska, ki jo je vodil normandijski vojvoda Viljem. Sami Normani izvirajo iz Skandinavije in so se v Normandiji naselili v poznem 9. in zgodnjem 10. stoletju. Ta osvojitev je vodila do skoraj popolne razlastitve angleške elite in njene zamenjave z novo francosko govorečo aristokracijo, katere govor je imel globok in trajen učinek na angleški jezik.
Kasneje je rodbina Plantagenetov iz Anžuja podedovala angleški prestol pod Henrikom II., s čimer je Anglijo dodala nastajajočemu anžujnskemu imperiju fevdov, ki jih je družina podedovala v Franciji, vključno z Akvitanijo. Vladali so tri stoletja, nekateri znani monarhi so bili Rihard I. Levjesrčni, Edvard I., Edvard III. in Henrik V. Angleški. V tem obdobju je prišlo do sprememb v trgovini in zakonodaji, vključno s podpisom Magne Carte, angleške pravne listine, ki se uporablja za omejevanje suverenih pristojnosti z zakonom in zaščito privilegijev svobodnjakov. Razcvetelo se je katoliško meništvo, ki je zagotavljalo filozofe, univerzi v Oxfordu in Cambridgeu pa sta bili ustanovljeni pod kraljevim pokroviteljstvom. Kneževina Wales je v 13. stoletju postala fevd Plantagenetov, gospostvo Irske pa je papež podelil angleški monarhiji. V 14. stoletju so Plantageneti in rodbina Valois trdili, da so zakoniti upravičenci rodbine Kapetingov in Francije; sili sta se spopadli v stoletni vojni. Epidemija črne kuge je prizadela Anglijo; od leta 1348 je nazadnje pobil do polovice prebivalcev Anglije.
Med letoma 1453 in 1487 je potekala državljanska vojna, znana kot Vojna dveh rož, med obema vejama kraljeve družine, York in Lancaster. Sčasoma je to privedlo do tega, da so Yorki v celoti izgubili prestol na račun valižanske plemiške družine Tudorjev, veje Lancasterov, ki jo je vodil Henrik Tudor, ki je vdrl z valižanskimi in bretonskimi plačanci ter dosegel zmago v bitki pri Bosworth Fieldu, kjer je bil yorški kralj Rihard III. ubit.

### Zgodnje novoveško obdobje
V obdobju Tudorjev se je angleška srednjeveška vojska postopoma razvila v večjo silo, podprto z močnimi ladjami in topniškimi utrdbami. Pod rodbino Tudor sta cvetela umetnost in trgovina. Anglija je začela razvijati pomorske spretnosti in raziskovanje se je v dobi odkritij okrepilo. Henrik VIII. Angleški je prekinil občestvo s katoliško cerkvijo zaradi vprašanj, povezanih z njegovo ločitvijo, v skladu z akti o nadvladi leta 1534, ki so monarha razglasili za poglavarja anglikanske cerkve. V nasprotju z večjim delom evropskega protestantizma so bile korenine razkola bolj politične kot teološke. Z akti iz leta 1535–1542 je tudi pravno vključil svojo pradedovo deželo Wales v Kraljevino Anglijo. Med vladavino Henrikovih hčera, Marije I. in Elizabete I., je prišlo do notranjih verskih konfliktov. Prva je državo postavila nazaj v katolicizem, druga pa se je od nje spet ločila in odločno uveljavila prevlado anglikanizma. Elizabetinsko obdobje je obdobje v Tudorski dobi in vladavini Elizabete I. ('kraljice device'). Zgodovinarji jo pogosto opisujejo kot zlato dobo v angleški zgodovini, ki je predstavljala vrhunec angleške renesanse in videla razcvet velike umetnosti, poezije, glasbe in literature.
V konkurenci s Španijo je prvo angleško kolonijo v Ameriki leta 1585 ustanovil raziskovalec Walter Raleigh v Virginiji in jo poimenoval Roanoke. Kolonija Roanoke je propadla in je znana kot izgubljena kolonija, potem ko je bila ob vrnitvi kasneje prispele oskrbovalne ladje najdena zapuščena. Z Vzhodnoindijsko družbo je Anglija na vzhodu tekmovala tudi z Nizozemci in Francozi. Vzhodnoindijska družba je postala najmočnejša korporacija v zgodovini. Anglija je bila tudi v vojni s Španijo. Armada je izplula iz Španije leta 1588 kot del širšega načrta za napad na Anglijo in ponovno vzpostavitev katoliške monarhije. Načrt so onemogočili slaba koordinacija, nevihtno vreme in boljša uporaba mornariških topov in bojne taktike angleških flot. Ta neuspeh ni končal grožnje: Španija je sprožila še dve armadi, leta 1596 in 1597, a je obe odgnala nevihta. Anglija je imela v tem obdobju po obsežnih Tudorjevih reformah centralizirano, dobro vodeno in učinkovito vlado.

### Unija s Škotsko
Politična struktura otoka se je spremenila leta 1603, ko je škotski kralj Jakob VI., kraljestvo, ki je bilo dolgo tekmec angleškim interesom, podedoval angleški prestol kot Jakob I. in s tem ustvaril personalno unijo. Imenoval se je za kralja Velike Britanije, čeprav to ni imelo podlage v angleškem pravu. Pod pokroviteljstvom Jakoba VI. in I. je bila leta 1611 izdana  različica Svetega pisma kralja Jakoba. To je bila standardna različica Svetega pisma, ki jo je brala večina protestantskih kristjanov štiristo let, dokler v 20. stoletju niso bile narejene sodobne revizije.
Na podlagi nasprotujočih si političnih, verskih in družbenih stališč je angleška državljanska vojna potekala med privrženci parlamenta in podporniki kralja Karla I., pogovorno poznanimi kot Okrogloglavci (Roundhead) oziroma Kavalirji (Cavalier). To je bil prepleten del širših večplastnih vojn treh kraljestev, ki so vključevale Škotsko in Irsko. Parlamentarci so zmagali, karel I. je bil usmrčen in kraljestvo je zamenjala Commonwealth. Vodja parlamentarnih sil Oliver Cromwell se je leta 1653 razglasil za lorda protektorja; sledilo je obdobje osebne vladavine. Po Cromwellovi smrti in odstopu njegovega sina Riharda kot lorda zaščitnika je bil Karel II. Angleški leta 1660 povabljen, da se vrne kot monarh, v potezi, imenovani obnova. S ponovnim odprtjem gledališč so likovna umetnost, literatura in uprizoritvene umetnosti cvetele v času obnove »veselega monarha« Karla II. Po Slavni revoluciji leta 1688 je bilo z ustavo določeno, da morata kralj in parlament vladati skupaj, čeprav je imel parlament dejansko moč. To je bilo določeno z listino pravic iz leta 1689. Med določenimi statuti je bilo, da lahko zakon sprejme samo parlament in da ga kralj ne more začasno razveljaviti, tudi da kralj ne more uvesti davkov ali dvigniti vojske brez predhodnega odobritev parlamenta. Tudi od takrat noben britanski monarh ni vstopil v spodnji dom, ko ta zaseda, česar se britanski monarh vsako leto spomni na državni otvoritvi parlamenta, ko z vrati spodnjega doma zaloputne monarhov glasnik, ki simbolizira pravice parlamenta in njegovo neodvisnost od monarha. Z ustanovitvijo Kraljeve družbe leta 1660 se je znanost močno spodbudila.
Leta 1666 je veliki londonski požar uničil mesto London, vendar so ga kmalu zatem obnovili s številnimi pomembnimi stavbami, ki jih je zasnoval sir Christopher Wren. Od sredine do konca 17. stoletja sta se pojavili dve politični frakciji – torijci in vigovci. Čeprav so torijci sprva podpirali katoliškega kralja Jakoba II., so nekateri med njimi skupaj z vigovci med revolucijo leta 1688 povabili nizozemskega princa Viljema Oranskega, da premaga Jakoba in postane kralj. Nekateri Angleži, zlasti na severu, so bili jakobiti in so še naprej podpirali Jakoba in njegove sinove. Pod rodbino Stuart se je Anglija razširila na področju trgovine, financ in blaginje. Kraljeva mornarica je razvila največjo evropsko trgovsko floto. Potem ko sta se parlamenta Anglije in Škotske strinjala, sta se državi združili v politično unijo, da bi leta 1707 ustvarili Kraljevino Veliko Britanijo. Da bi se prilagodili uniji, so institucije, kot so pravo in nacionalne cerkve, ostale ločene.

### Pozno moderno in sodobno obdobje
Pod novoustanovljeno Kraljevino Veliko Britanijo so rezultati Kraljeve družbe in drugih angleških pobud v kombinaciji s škotskim razsvetljenstvom ustvarili inovacije v znanosti in tehniki, medtem ko je ogromna rast britanske čezmorske trgovine, ki jo je ščitila Kraljeva vojna mornarica, tlakovala pot ustanovitvi Britanskega imperija. Doma je povzročil industrijsko revolucijo, obdobje globokih sprememb v družbenoekonomskih in kulturnih razmerah v Angliji, kar je povzročilo industrializirano kmetijstvo, proizvodnjo, inženiring in rudarstvo, pa tudi nova in pionirska cestna, železniška in vodna omrežja za lažjo širitev in razvoj. Z odprtjem kanala Bridgewater v severozahodni Angliji leta 1761 se je začela doba prekopov v Britaniji. Leta 1825 je bila za javnost odprta prva stalna potniška železnica na svetu, ki jo je vlekla parna lokomotiva – Stockton and Darlington Railway.
Med industrijsko revolucijo se je veliko delavcev preselilo iz angleškega podeželja v nova in rastoča urbana industrijska območja, da bi delali v tovarnah, na primer v Birminghamu in Manchestru, pri čemer je bil slednji prvo industrijsko mesto na svetu. Anglija je ohranila relativno stabilnost skozi celotno francosko revolucijo, pod Jurijem III. in Williamom Pittom mlajšim. Regentstvo Jurija IV. je znano po svoji eleganci in dosežkih v likovni umetnosti in arhitekturi. Med napoleonskimi vojnami je Napoleon načrtoval invazijo z jugovzhoda; vendar se to ni pokazalo in Napoleonove sile so premagali Britanci: na morju Horatio Nelson, na kopnem pa Arthur Wellesley. Velika zmaga v bitki pri Trafalgarju je potrdila pomorsko premoč, ki jo je Velika Britanija vzpostavila tekom 18. stoletja. Napoleonske vojne so spodbudile koncept britanstva in združenega nacionalnega britanskega ljudstva, ki si ga delijo z Angleži, Škoti in Valižani.
London je v viktorijanski dobi postal največje in najbolj naseljeno metropolitansko območje na svetu, trgovina znotraj Britanskega imperija – kot tudi položaj britanske vojske in mornarice – je bila prestižna. Tehnološko je bilo v tem obdobju veliko inovacij, ki so se izkazale za ključne za moč in blaginjo Združenega kraljestva. Politično vznemirjenje doma s strani radikalcev, kot so čartisti in sufražetke, je omogočilo zakonodajno reformo in splošno volilno pravico.
Premiki moči v vzhodni in srednji Evropi so pripeljali do prve svetovne vojne; več sto tisoč angleških vojakov je umrlo v boju za Združeno kraljestvo kot del zaveznikov. Dve desetletji kasneje, v drugi svetovni vojni, je bilo Združeno kraljestvo spet eno od zaveznikov. Zaradi razvoja tehnologije vojskovanja so zračni napadi med Blitzom poškodovali številna mesta. Po vojni je Britanski imperij doživel hitro dekolonizacijo, prišlo je do pospeševanja tehnoloških inovacij; avtomobili so postali primarno prevozno sredstvo in razvoj reaktivnega motorja Franka Whittla je privedel do širšega zračnega prometa. Bivalne vzorce je v Angliji spremenila zasebna vožnja z avtomobili in ustanovitev nacionalne zdravstvene službe leta 1948, ki je vsem stalnim prebivalcem brezplačno zagotavljala zdravstveno varstvo, financirano iz javnih sredstev, ko jo potrebujejo. Skupaj je to spodbudilo reformo lokalne uprave v Angliji sredi 20. stoletja.
Od 20. stoletja je prišlo do znatnega selitve prebivalstva v Anglijo, večinoma iz drugih delov Britanskega otočja, pa tudi iz Commonwealtha, zlasti indijske podceline. Od leta 1970 je prišlo do velikega odmika od proizvodnje in vse večjega poudarka na storitveni industriji. Kot del Združenega kraljestva se je območje pridružilo pobudi skupnega trga, imenovani Evropska gospodarska skupnost, ki je postala Evropska unija. Od konca 20. stoletja se je uprava Združenega kraljestva premaknila k dekoncentriranemu upravljanju na Škotskem, v Walesu in Severni Irski. Anglija in Wales še naprej obstajata kot jurisdikcija znotraj Združenega kraljestva. Devolucija je spodbudila večji poudarek na bolj angleški specifični identiteti in patriotizmu. Decentralizirane angleške vlade ni, vendar je bil poskus vzpostavitve podobnega sistema na subregionalni osnovi zavrnjen na referendumu.

## Geografija
Anglija je s približno 130.000 kvadratnimi kilometri ali približno dvema tretjina geografsko največji del v Veliki Britaniji.  Tipična značilnost Anglije so njene obale in raznolika naravna območja. Sestavljena je večinoma iz ravnic, ki jih prekinjajo verige gričev ali hribov. Najvišja hrib v Angliji je Scafell Pike v Cumbrianskem hribovju z 978 metri. Najdaljša in najbolj znana reka v državi je reka Temza. Poleg nje so pomembne reke še Severn, Humber, Trent in Great Ouse.

### Podnebje
Anglija leži v zmernem pasu in je zaradi Zalivskega toka precej namočena a vendar toplega podnebja. Na splošno ima Anglija toplejše podnebje kot države, ki ležijo na isti zemljepisni širini. Razlog za raznoliko vreme je, da se nad Anglijo mešata topli tropski in hladni polarni zrak. Najhladnejša meseca sta januar in februar, julij je običajno najtoplejši mesec. Meseci z blagim toplim vremenom so junij, september in oktober. Padavine so dokaj enakomerne skozi vse leto. Od začetka zapisov je najvišja temperatura znašala 38,5 ° C., najnižja pa -26 ° C 

## Rastlinstvo in živalstvo
Živalstvo Anglije je podobno drugim območjem na Britanskem otočju s široko paleto vretenčarjev in nevretenčarjev v raznolikih habitatih. Narodne naravne rezervate v Angliji je Natural England označil kot ključna mesta za divje živali in naravne značilnosti v Angliji. Ustanovljeni so bili za zaščito najpomembnejših območij habitatov in geoloških formacij. NNR upravlja v imenu naroda, veliko jih upravlja Natural England, pa tudi nevladne organizacije, vključno s člani partnerstva The Wildlife Trusts, National Trust in Royal Society for the Protection of Birds. V Angliji je 229 NNR, ki pokrivajo 939 kvadratnih kilometrov. Pogosto vsebujejo redke vrste ali nacionalno pomembne populacije rastlin in živali.
Agencija za okolje je neoddelčni javni organ, ustanovljen leta 1995, ki ga sponzorira Ministrstvo za okolje, hrano in podeželje in je odgovoren za zaščito in izboljšanje okolja v Angliji. Državni sekretar za okolje, hrano in podeželje je minister, odgovoren za varstvo okolja, kmetijstvo, ribištvo in podeželske skupnosti v Angliji.
Anglija ima na večini območij zmerno oceansko podnebje, kjer ni ekstremnega mraza ali vročine, ima pa nekaj manjših subarktičnih in toplejših območij na jugozahodu. Proti severu Anglije postane podnebje hladnejše in tukaj se nahaja večina angleških gora in visokih hribov, ki močno vplivajo na podnebje in s tem na lokalno favno območij. Listopadni gozdovi so pogosti po vsej Angliji in zagotavljajo odličen habitat za večino angleških divjih živali, vendar se ti v severnih in gorskih predelih Anglije umaknejo iglastim gozdovom (predvsem nasadom), ki prav tako koristijo nekaterim oblikam divjih živali. Nekatere vrste so se prilagodile razširjenemu urbanemu okolju, zlasti rdeča lisica, ki je za rjavo podgano najuspešnejši mestni sesalec, in druge živali, kot je navadni golob grivar, ki uspevata v mestnih in primestnih območjih.

## Politika
Vlada Kraljevine ima, kot kraljeva družina, sedež v britanski prestolnici London. Anglija - za razliko od Škotske, Walesa in Severne Irske - nima parlamenta ali državne vlade. Njihove naloge opravlja parlament in vlada Združenega kraljestva. Vendar pa je, še posebej po neuspelem glasovanju o neodvisnosti na Škotskem, tekla razprava, da bi tudi Anglija v okviru decentralizacije lahko imela svojo vlado.

### Simboli
Angleška zastava, znana kot križ svetega Jurija, je rdeči križ na belem ozadju in je uporabljena že od 13. stoletja.
Še en nacionalni simbol od konca vojne dveh rož je Tudorska roža, ki bi morala biti simbol miru. Roža je na primer simbol angleške Rugby-Union ekipe.
Trije levi (Three Lions) segajo v čas Riharda Levjesrčnega in tvorijo grb Anglije.
Anglija sama nima uradne himne. Na športnih prireditvah, kjer se Anglija pojavlja kot samostojna ekipa, običajno pojejo britansko himno »God Save the King«, manj pogosto pa hvalnico »Jeruzalem«.

## Upravne enote

### 39 Tradicionalnih grofij
Teh 39 zgodovinskih grofij (angl. county, counties) obstaja že od srednjega veka. V svoji vlogi upravnih enot so bile od sredine 20. stoletja večkrat prestrukturirane, vendar pa obstajajo zgodovinske grofije v glavah ljudi še naprej. Velika mesta veljajo za del grofij, vendar so uspela dobiti status samostojnega okraja.

### Trenutne upravne enote
V 20. stoletju se je upravna struktura delno prilagodila mestom in na novo postavila. Tako je upravni enota Greater London nastala leta 1965. Leta 1974 je nastalo šest mestnih grofij (Metropolitan Counties) in tako imenovane ne-mestne grofije (Non-Metropolitan Counties), vključno z nekaterimi manjšimi novimi grofijami, kot so Avon, Humberside in Cleveland. Leta 1990 pa so jih spet razpustili.
Grofije (Counties) so razdeljene na okrožja (Metropolitan District), kar ustreza približno našim občinam glede na njihove naloge. Ta okrožja so običajno sestavljena iz različnih mest in manjših naselij, in nimajo neodvisno upravo. Govori se o " dvostopenjskem upravljanju " (prva stopnja: grofija, druga stopnja: okrožje).
Anglija je prav tako razdeljena na okrožja lokalne uprave. Okrožje se lahko poveže s ceremonialnim okrožjem ali je raven okrožja znotraj grofije shire, je kraljevo ali metropolitansko okrožje, ima status okrožja ali mesta ali je enotna oblast.
Na ravni skupnosti je velik del Anglije razdeljen na civilne župnije s svojimi sveti; v širšem Londonu od leta 2014 obstaja le ena takšna župnija, Queen's Park, potem ko so bili leta 1965 ukinjeni, dokler zakonodaja leta 2007 ni dovoljevala njihove rekreacije.
Leta 1986 so ukinili uprave metropolitanskih grofij. Njihove naloge so bile prenesene na Metropolitanska okrožja. V svoji funkciji, lahko Metropolitansko okrožje imenuje unitarna oblast. Imena šestih mestnih grofij, ki so se ohranile, imajo le geografsko lokacijo ali so pomembne za statistične namene.

#### London
Od leta 1994 do začetka leta 2010 je bila Anglija za nekaj namenov razdeljena na regije; referendum leta 1998 za londonsko regijo je dve leti pozneje ustanovil londonsko skupščino. Neuspeli referendum o dekoncentraciji v severovzhodni Angliji leta 2004 je preklical nadaljnjo dekoncentracijo regionalne skupščine z odpravo regionalne strukture zunaj Londona.
Ceremonialno in administrativno je regija razdeljena med londonski City in širši London; ti so nadalje razdeljeni na 32 londonskih okrožij in 25 oddelkov mesta London.

### Velika somestja
V angleškem jeziku, je razlika med city in town. Pravica imenovati se mesto - city, je dodeljena s kraljevo listino o imenovanju, tako imenovano Royal Charter. Po navadi gre staro pravico ali ima stolnico. Na primer, čeprav je St. David v Walesu majhen, z manj kot 2000 prebivalci, je city, Stockport, s svojimi 135.600 prebivalci pa samo town. Vse urbanizirane upravne enote imajo tudi status okrožja.
Pozidano območje Veliki London (Greater London) je daleč največje mestno območje v Angliji in eno najbolj obremenjenih mest na svetu. Velja za globalno mesto in ima več prebivalcev kot katera koli druga država v Združenem kraljestvu razen same Anglije. Druga urbana območja znatne velikosti in vpliva so običajno v severni Angliji ali angleškem Midlandsu. V Angliji je 50 naselij s statusom mesta, medtem ko jih ima širše Združeno kraljestvo 66.
Medtem ko je veliko mest v Angliji precej velikih, kot so Birmingham, Sheffield, Manchester, Liverpool, Leeds, Newcastle, Bradford, Nottingham, velikost prebivalstva ni predpogoj za status mesta. Tradicionalno so status dobila mesta s škofijskimi stolnicami, tudi zato obstajajo manjša mesta, kot so Wells, Ely, Ripon, Truro in Chichester. Največja somestja v Angliji:
- Veliki London (9.787.426) - glavno mesto London
- Greater Manchester (2.553.379) - glavno mesto Manchester
- West Midlands (2.440.986) - glavno mesto Birmingham
- West Yorkshire (1.777.934) - glavno mesto Leeds
- Liverpool (864.122) - glavno mesto Liverpool
- South Hampshire (855.569)) - glavno mesto Southampton
- Tyneside (774.891) - glavno mesto Newcastle upon Tyne
- Nottingham (729.977) - glavno mesto Nottingham
- Sheffield (685.368) - glavno mesto Sheffield
- Bristol (617.280) - glavno mesto Bristol

## Prebivalstvo
Z več kot 56,4 milijonov prebivalcev je Anglija je daleč najbolj naseljena država v Združenem kraljestvu. To jo uvršča na 4. mesto med državami v EU. Gostota 417 oseb na kvadratni kilometer je prav tako zelo visoka. Vendar pa je treba opozoriti, da jih 8,3 milijona od 54,3 milijonov živi v Velikem Londonu (Greater London). V preostalem delu države je gostota prebivalstva le 357 ljudi na kvadratni kilometer.

### Jeziki
V Angliji govorijo pretežno angleško. Čeprav ne obstaja zakon, ki določa, da je angleščina uradni jezik, je angleščina edini jezik, ki se uporablja za službene namene. Je tudi mednarodnega pomena, saj približno 1,5 milijarde ljudi na svetu govori angleško, od tega 375 milijonov kot prvi jezik.  Angleščina se običajno obravnava kot "svetovna lingua franca".
Od 15. stoletja dalje je angleščina postala v Angliji  splošno uporabljan/uveljavljen jezik. V angleški renesansi so dobili veliko besed iz francoščine in latinščine.
Ocenjuje se, da 133.000 prebivalcev Anglije govori valižanščino. 
Zaradi priseljevanja je leta 2007 približno 800.000 šolarjev govorilo doma tuj jezik.  Popis 2011 kaže, da se v Angliji poleg angleščine govori največ poljsko. 

### Religija
Anglikanska cerkev ima status državne cerkve. Njen poglavar je vladajoči monarh v Združenem kraljestvu. Obstaja približno 26 milijonov privržencev anglikanske cerkve.  Številne cerkve in stolnice v Angliji so zgodovinske stavbe in imajo arhitekturno visoko vrednost. Znane zgodovinske stavbe so  Westminstrska opatija, York Minster, Stolnica v Durhamu in Stolnica v Salisburyju.
| Porazdelitev religij v Angliji (stanje 2011) | Porazdelitev religij v Angliji (stanje 2011) | Porazdelitev religij v Angliji (stanje 2011) |
| Religija                                     | delež v % prebivalstva                       |                                              |
| -------------------------------------------- | -------------------------------------------- | -------------------------------------------- |
| Krščanstvo                                   | 31.479.876                                   | 59,4 %                                       |
| Islam                                        | 2.660.116                                    | 5,0 %                                        |
| Hinduizem                                    | 806.199                                      | 1,5 %                                        |
| Sikhizem                                     | 420.196                                      | 0,8 %                                        |
| Judovstvo                                    | 261.282                                      | 0,5 %                                        |
| Budizem                                      | 238.626                                      | 0,5 %                                        |
| druge religije                               | 227.825                                      | 0,4 %                                        |
| neopredeljeni                                | 13.114.232                                   | 24,7 %                                       |
| ni odgovorilo                                | 3.804.104                                    | 7,2 %                                        |
| Skupaj                                       | 53.012.456                                   | 100 %                                        |

Glede na popis leta 2011 je razdelitev naslednja: 59,4% so kristjani, 24,7% ne-verujoči, 5% privrženci islama, 3,7% privrženci druge vere. Poleg tega 7,2% ni dalo odgovora na vprašanje o verski pripadnosti.

## Gospodarstvo in promet

### Gospodarstvo
Anglija je ena izmed najbolj dereguliranih gospodarstev na svetu, z dohodki v povprečju na prebivalca 22.907 €. Izvaja prosti trg, ima napredno infrastrukturo, je v smislu inflacije, obrestnih mer in brezposelnosti med najmočnejšimi v Evropi. Uradna valuta Anglije je angleški funt, ki je poleg ameriškega dolarja in evra ena glavnih konvertibilnih valut na svetu. Anglija predstavlja največji del gospodarstva v Veliki Britaniji, nenazadnje tudi zato, ker je v Londonu eno največjih finančnih središč na svetu. Država je ena od vodilnih držav na področju kemijske in strojne industrije, zlasti vesoljske, obrambne in industrije programske opreme. Bank of England, ustanovljena leta 1694, je centralna banka v Veliki Britaniji.

### Znanost
Ugledna angleška imena s področja znanosti in matematike so sir Isaac Newton, Michael Faraday, Robert Hooke, Robert Boyle, Joseph Priestley, Charles Darwin, Alan Turing, Francis Crick, Andrew Wiles, Stephen Hawking in Richard Dawkins (itd.). Kot rojstni kraj industrijske revolucije je bila Anglija v poznem 18. in zgodnjem 19. stoletju dom številnih pomembnih izumiteljev. Slavni izumi in odkritja Angležev so prvi računalnik, svetovni splet in kosilnica.

### Promet
Avtoceste in hitre ceste v Angliji so v glavnem zgrajene. Tipična avtocesta je A1 Great North Road, ki se začne na vzhodu Anglije in teče mimo Londona v Newcastle upon Tyne.  Avtobusni prevozi so razširjeni po vsej državi, velika podjetja so National Express, Arriva in Go-Ahead. Rdeči dvonadstropni avtobusi v Londonu so znan simbol Anglije. Železniški promet v Angliji je eden najstarejših na svetu in je bil za potnike ustanovljen leta 1825.  Največje letališče je London Heathrow in se po številu mednarodnih potnikov šteje za največje letališče na svetu.  Približno 7.100 km plovnih poti je v Angliji. 

## Izobraževanje
Pri starosti treh do štirih let gre otrok v vrtec, star od štiri do enajst let hodi v osnovno šolo in v srednjo šolo od enajstega do šestnajstega leta. Po tem se dijak za približno dve leti nadaljevanja.
Nadzor na državnih šolah izvaja Urad za standarde v izobraževanju in na zasebnih šolah (okoli 7% študentov) s strani neodvisnih inšpektoratov.

## Umetnost in kultura
Za angleško umetnost je značilna arhitektura, slikarstvo, umetna obrt in kiparstvo.

### Arhitektura
Številni starodavni stoječi kamniti spomeniki so bili postavljeni v prazgodovini; med najbolj znanimi so Stonehenge, Hudičeve puščice, Rudstonov monolit in Castlerigg. Z uvedbo starorimske arhitekture je prišlo do razvoja bazilik, term, amfiteatrov, slavolokov, vil, rimskih templjev, rimskih cest, rimskih utrdb in akvaduktov. Rimljani so bili tisti, ki so ustanovili prva mesta, kot so London, Bath, York, Chester in St Albans. Morda najbolj znan primer je Hadrijanov zid, ki se razteza čez severno Anglijo. Drug dobro ohranjen primer so Rimske terme v Bathu, Somerset.
Posvetne zgradbe zgodnjesrednjeveške arhitekture so bile preproste konstrukcije, ki so v glavnem uporabljale les s slamnato kritino. Cerkvena arhitektura je segala od sinteze hibernsko-saškega meništva do zgodnjekrščanske bazilike in arhitekture, za katero so značilni pilastrski trakovi, prazne arkade, baluster jaški in odprtine s trikotnimi glavami. Po normanski osvojitvi leta 1066 so nastali različni gradovi; najbolj znani so Londonski Tower, grad Warwick, grad Durham in grad Windsor.
Skozi obdobje Plantagenetov je cvetela angleška gotska arhitektura, z vrhunskimi primeri, vključno s srednjeveškimi stolnicami, kot so Canterburyjska stolnica, Westminstrska opatija in Stolnica svetega Petra, York. Na normanski bazi so se razširili tudi gradovi, palače, velike hiše, univerze in župnijske cerkve. Srednjeveško arhitekturo je dopolnil tudorski slog iz 16. stoletja; lok s štirimi središči, zdaj znan kot Tudorski lok, je bil odločilna značilnost, tako kot domače hiše predalčne lesene gradnje. Po renesansi se je pojavila oblika arhitekture, ki odmeva klasično antiko, sintetizirano s krščanstvom, pri čemer se je še posebej zavzemal angleški baročni slog arhitekta Christopherja Wrena.
Sledila je jurijanska arhitektura v bolj prefinjenem slogu, ki je vzbujala preprosto paladijevsko obliko; Royal Crescent v Bathu je eden najboljših primerov tega. S pojavom romantike v viktorijanskem obdobju se je začela neogotika. Poleg tega je približno v istem času industrijska revolucija utrla pot stavbam, kot je Kristalna palača. Od leta 1930 so se pojavile različne modernistične oblike, katerih sprejemanje je pogosto kontroverzno, čeprav se tradicionalistična odporniška gibanja še naprej podpirajo na vplivnih mestih.

### Parki
Krajinsko vrtnarjenje, kot sta ga razvila Capability Brown in William Kent, je postavilo mednarodni trend za angleški krajinski vrt. Vrtnarjenje in obiskovanje vrtov velja za tipično angleško opravilo. Angleški park je predstavljal idealiziran pogled na naravo. Pri velikih podeželskih hišah so angleški vrtovi običajno vključevali jezera, površje nežno valovitih trat, postavljenih ob nasade dreves, in poustvarjanje klasičnih templjev, gotskih ruševin, mostov in druge slikovite arhitekture, zasnovane za poustvarjanje idilične pastoralne pokrajine.
Do konca 18. stoletja je angleški park posnemal francoski krajinski vrt. Imel je velik vpliv tudi na javne parke in vrtove, ki so se pojavili po svetu v 19. stoletju. Angleški krajinski park je bil osredotočen na angleško podeželsko hišo in dvorce.
English Heritage in National Trust ohranjata velike vrtove in krajinske parke po vsej državi. RHS Chelsea Flower Show vsako leto organizira Royal Horticultural Society in velja za največjo vrtnarsko razstavo na svetu. So definitivno vredni ogleda.

### Vizualna umetnost
Najzgodnejši znani primeri so prazgodovinske kamnite in jamske umetnine, ki so najbolj znane v Severnem Yorkshiru, Northumberlandu in Cumbriji, a so tudi južneje, na primer v Creswell Crags. S prihodom rimske kulture v 1. stoletju so postale običajne različne oblike umetnosti, kot so kipi, doprsni kipi, stekleni izdelki in mozaiki. Obstajajo številni ohranjeni artefakti, kot so tisti v Lullingstonu in Aldboroughu. V zgodnjem srednjem veku je bil slog naklonjen izklesanim križem in slonovini, rokopisnemu slikarstvu, zlatemu in emajliranemu nakitu, kar je dokazovalo ljubezen do zapletenih, prepletenih modelov, kot je Staffordshirski zaklad, odkrit leta 2009. Nekateri od teh so mešali gelske in angleške sloge, kot je npr. Lindisfarnski evangeliji in Vespazijanov psalter. Kasnejša gotska umetnost je bila priljubljena v Winchestru in Canterburyju, ohranjena sta primera, kot sta Benedictional of St. Æthelwold in Luttrell Psalter.
Tudorsko obdobje je ugledne umetnike videlo kot del svojega dvora; portretno slikarstvo, ki bo ostalo trajen del angleške umetnosti, je spodbudil Nemec Hans Holbein, domačini, kot je Nicholas Hilliard, pa so na tem gradili. Pod Stuartovi so bili vplivni kontinentalni umetniki, zlasti flamski, primeri iz tega obdobja so Anthony van Dyck, Peter Lely, Godfrey Kneller in William Dobson. V 18. stoletju je bila ustanovljena Kraljeva akademija; prevladal je klasicizem, ki je temeljil na visoki renesansi, s Thomasom Gainsboroughom in Joshuo Reynoldsom, ki sta postala dva najbolj cenjena umetnika v Angliji.
V 19. stoletju sta bila John Constable in J. M. W. Turner glavna krajinska umetnika. Šola v Norwichu je nadaljevala krajinsko tradicijo, medtem ko je prerafaelitska bratovščina, ki so jo vodili umetniki, kot so Holman Hunt, Dante Gabriel Rossetti in John Everett Millais, oživila zgodnjerenesančni slog s svojim živim in podrobnim slogom. William Morris in drugi angleški umetniki so bili pionirji gibanja za umetnost in obrt. Med umetniki 20. stoletja je bil pomemben Henry Moore, ki je veljal za glas britanskega kiparstva in britanskega modernizma nasploh. Royal Society of Arts je organizacija, ki je predana umetnosti.

## Kuhinja
Od začetka moderne dobe je značilna hrana Anglije odvisna od naravnih izdelkov.  Primeri tradicionalnih angleških jedi so nedeljska pečenka, ribe v kombinaciji z ocvrtim krompirčkom in angleški zajtrk (Full English Breakfast), ki ga sestavlja slanina, klobase, paradižnik, kruh, fižol, gobe in jajca. Nekaj priljubljenih sirov so čedar, Red Leicester in Wensleydale. Tradicionalne angleške sladice so jabolčna in druge sadne pite, tudi puding, v zadnjem času, karamelni puding. Klasična pijača je čaj, čigar priljubljenost se je povečala s Katarino von Bragança , najpogostejša alkoholna pijača je vino (zlasti jabolčno), angleško pivo in temno pivo. 

### Šport
Anglija ima močno športno dediščino in je bila kodificirana v številnih športih 19. stoletja, ki so se igrali tedaj igrali po vsem svetu, tudi nogomet, kriket, ragbi, tenis, boks, badminton, skvoš, hokej, biljard, snooker, pikado, namizni tenis in košarka. FIFA priznava angleški klub Manchester United kot najstarejši uradni klub.  Angleška nogometna reprezentanca je zmagala na svetovnem nogometnem prvenstvu leta 1966, 1970, 1982. Danes je angleška Premier League najbolj gledana in najbolj donosna liga na svetu z 1,2 milijarde dobitka na tekmo.